# Yves Collet
Yves Collet  fue un escultor francés, nacido en Brest el año 1761 y fallecido en la misma localidad el 1843.

## Datos biográficos
Hijo de Jacques-Étienne Collet, escultor en el puerto de Brest y de Élisabeth Siviniant, siguió los pasos de su padre y entró a trabajar en el arsenal a la edad de 9 años, a los trece era aprendiz como obrero escultor, fue nombrado carpintero a los 16 años, cinco meses más tarde recibió el título de contramaestre.
Su seriedad llamó la atención y fue recomendado por el conde de Orvilliers (fr), comandante de la Marina en Brest. De 1777 a 1784, siguió los cursos en la Académie des beaux-arts. Una de sus primeras obras, Ester a los pies de Mardoqueo (del francés: Esther aux pieds de Mardochée) le valió el primer premio de la Academia. Nombrado en Brest en calidad de maestro-ayudante el 1 de mayo de 1784 se casó con Jeanne Marie Cruau y residió en el barrio de Recouvrance (fr).
De noviembre de 1791 a 1793, fue miembro del concejo municipal encabezado por Jérôme Berthomme, y después del 18 nivoso año II al 1 frimario del año IV (7 de enero de 1794 – 21 de noviembre de 1795), fue designado como Juez de Paz en el Tribunal revolucionario.
El 29 ventoso año V (19 de marzo de 1797), fue nombrado jefe del taller de escultura; allí permaneció durante 43 años hasta su retirada, el 10 de junio de 1840, a la edad de 79 años. La calidad de sus trabajos hizo que fuese nombrado Caballero de la Legión de Honor el 19 de agosto de 1824.

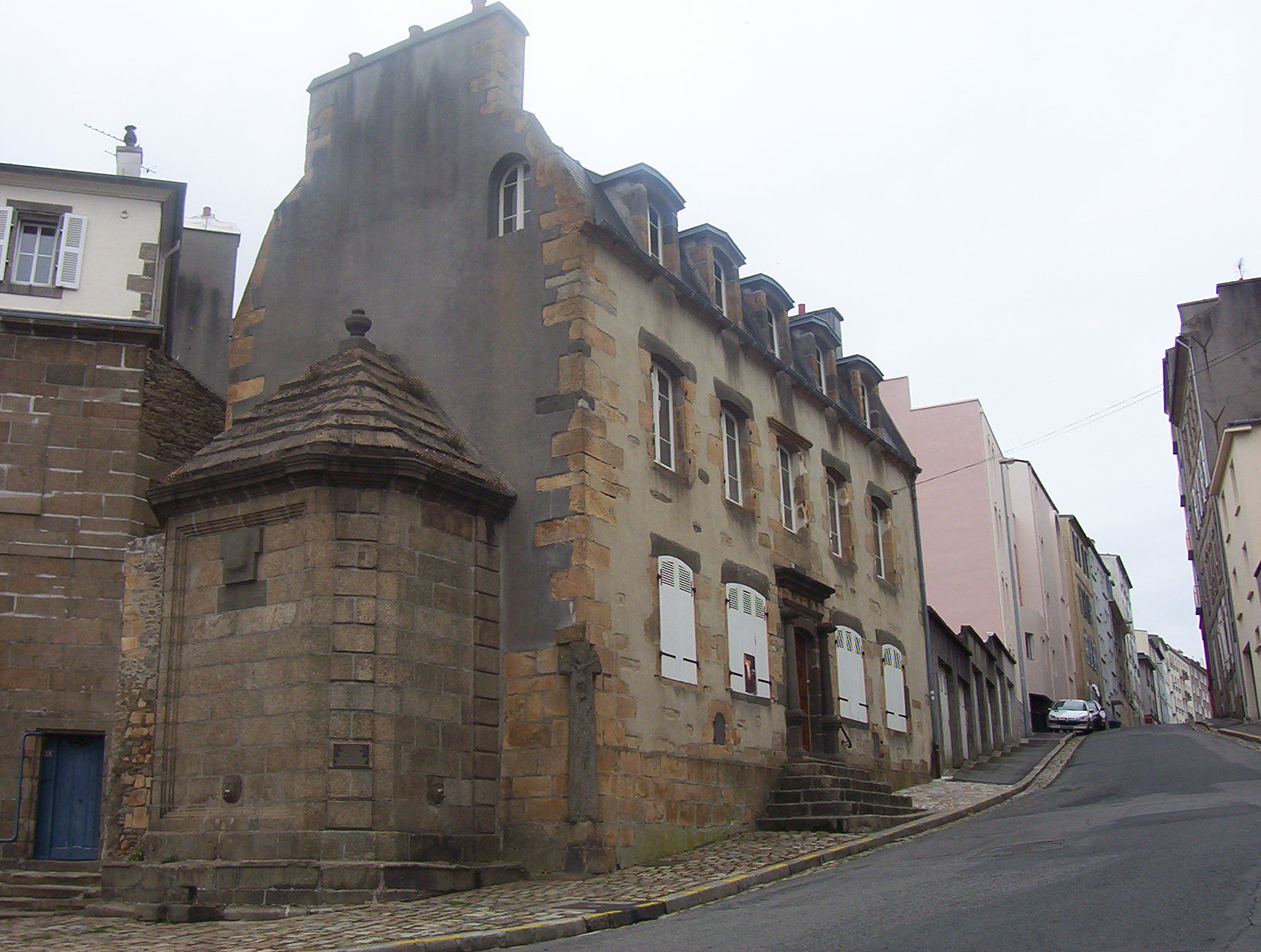
Maison de la Fontaine, una de las casas de Brest más antiguas; a la izquierda aparece una parte de la maison del n.º 16 de la calle de l’Église.

Fue en 1825, tras su jubilación, cuando adquirió la Maison de la Fontaine (fr) en el mismo barrio de Recouvrance. 48°22′55.50″N 4°29′58.93″O / 48.3820833, -4.4997028
Murió el 7 de mayo de 1843 a los 82 años de edad, en la calle de l’Église n.º 37. Con su muerte desapareció prácticamente el taller de escultura de Brest.
A lo largo de su carrera, contribuyó a la ornamentación de las proas y galerías exteriores de los buques de guerra (proa del Cornélie (1794), proa del Cassard (1803), etc.).
También realizó bustos, como el del Vicealmirante y Mariscal de Francia Jean II d'Estrées (fr), el de Joseph Caffarelli (fr) primer Prefecto Marítimo de Brest y el del ingeniero Pierre Ozanne (fr) entre otros. 

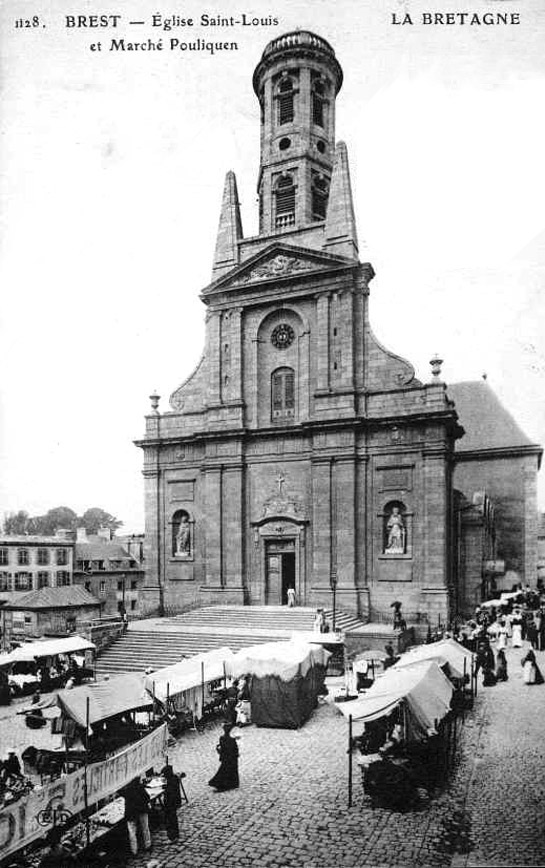
la iglesia de San Luis antes de 1944

En 1808 talló en madera las estatuas de San Pedro y San Pablo para la iglesia parroquial de Saint-Pierre en Plounévez-Lochrist. Las dos esculturas se perdieron en el incendio de 1935 y fueron reproducidas, a partir de fotografías por el escultor Felix Bellec de Lesneven.
En la antigua iglesia de Saint-Louis, destruida en 1944, estaban sus estatuas de Carlomagno, San Luis de Francia, la de los Ángeles adoradores, las Cariátides de la caja del órgano y la decoración del púlpito. 48°23′20″N 4°29′26″O / 48.38889, -4.49056
De sus trabajos, solo quedan unos pocos rastros, a causa de las guerras. 
Todavía se puede ver toda la decoración de la Canoa Imperial de Napoleón I, expuesta en el Museo de la Marina de París; en el Museo de la Marina de Brest, las figuras más destacadas son las de Neptuno y Anfitrita; y se conserva en la iglesia Saint-Sauveur, cerca de su antigua casa, la estatua de la Virgen María, Nuestra Señora de Recouvrance.
Su hijo Michel (1793-1878) fue también escultor del puerto. Fue la tercera generación de artistas.
En 1912, los habitantes de la calle del Cementerio de Brest, solicitaron a la municipalidad, adoptar un nuevo nombre para su calle, aduciendo que traía recuerdos tristes y dolorosos. La elección de los concejales cayó sobre el escultor Yves Collet; se sustentó esta decisión en la presencia de talleres de marmolistas en la calle, una paradoja para un artista que dedicó su vida a trabajar con madera.

## Galería de obras

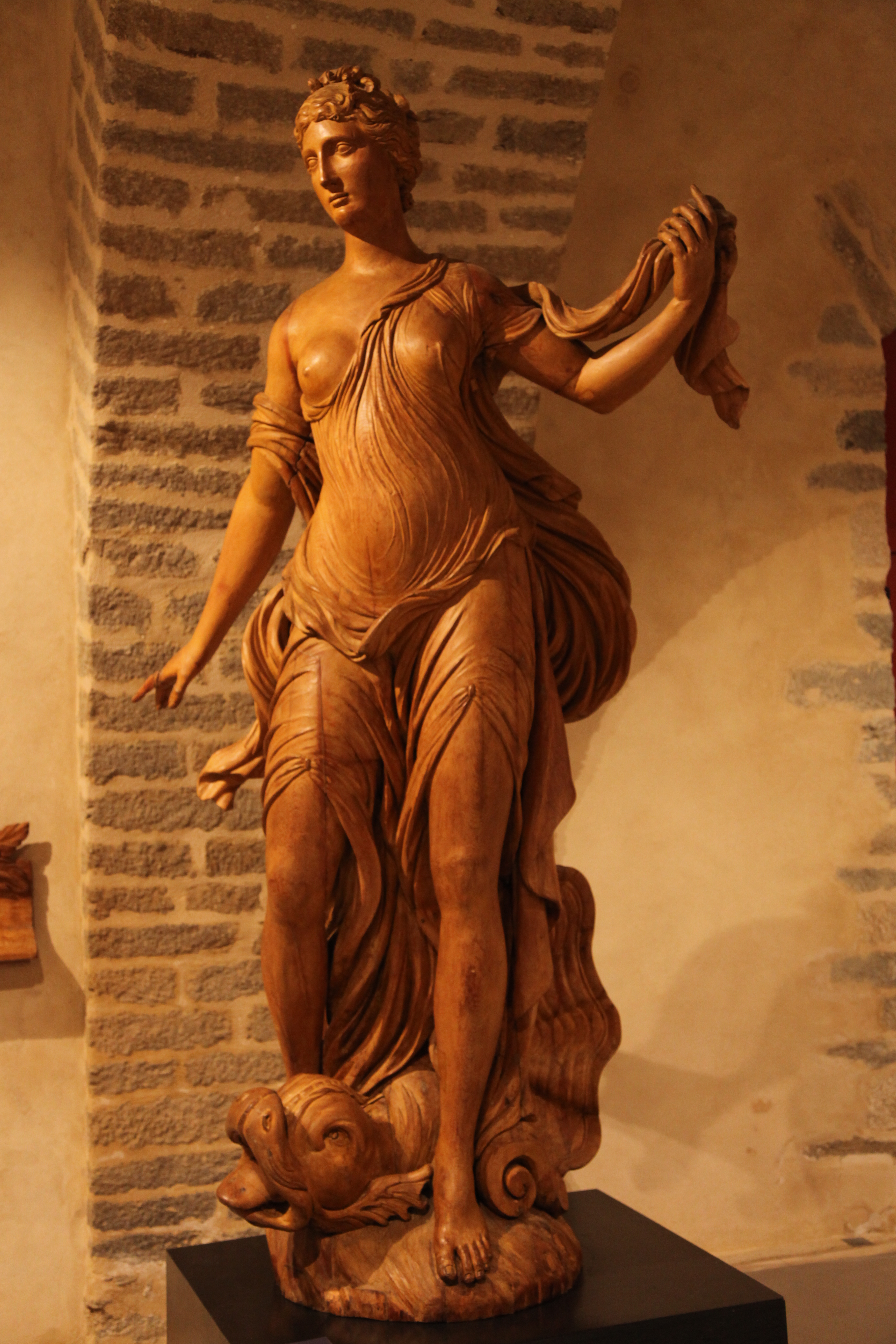
Castillo de Brest Anfítrite
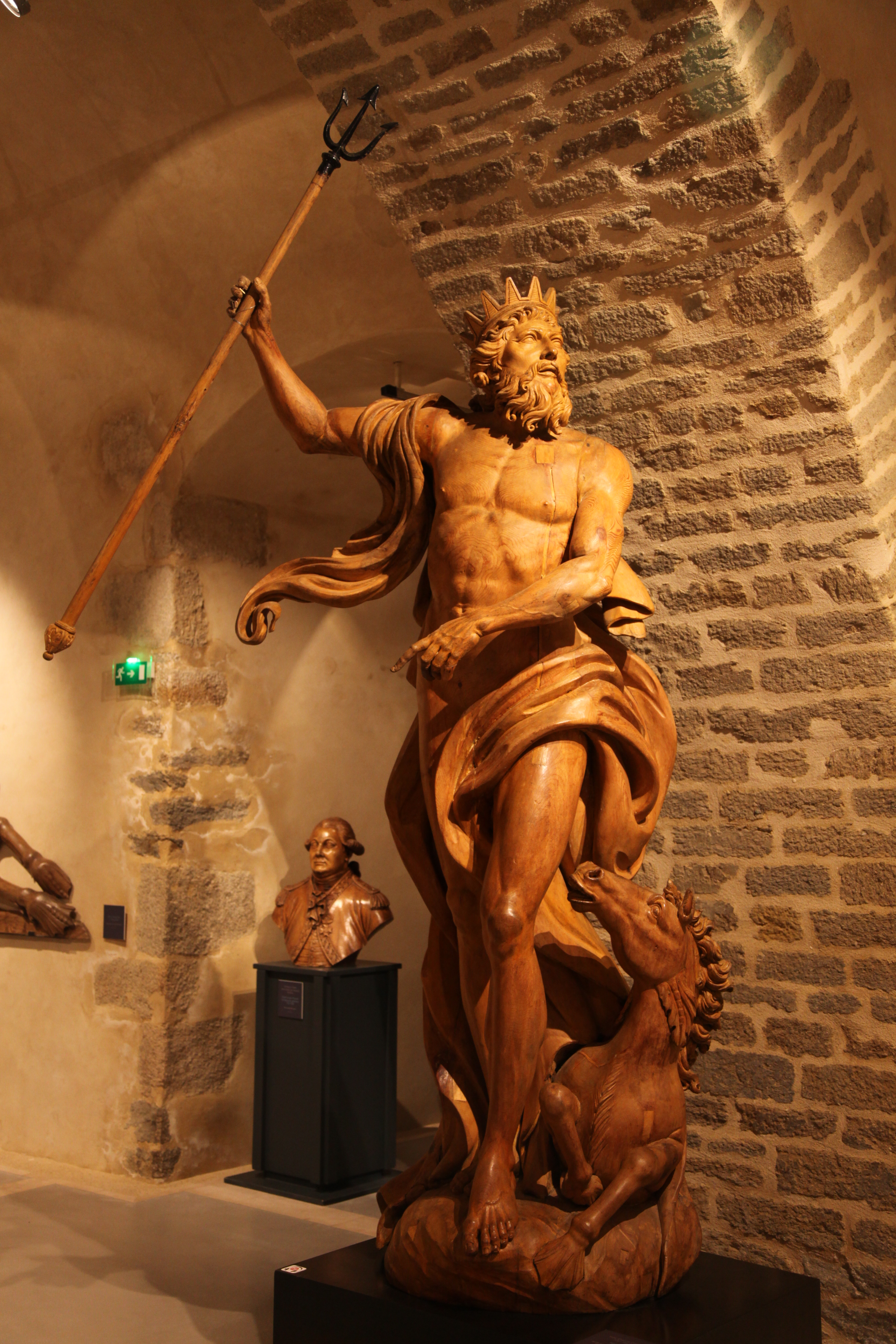
Castillo de Brest Neptuno
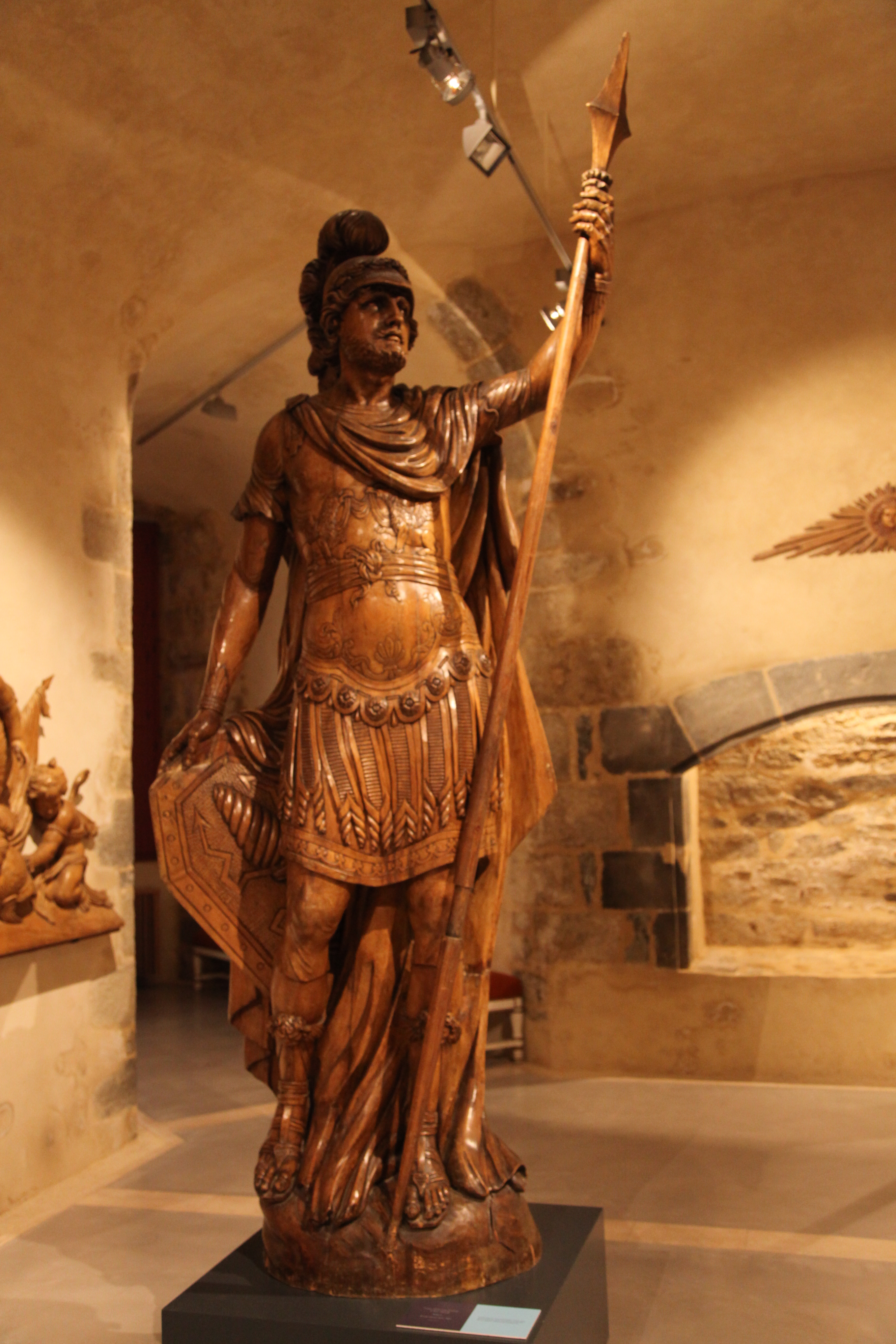
Castillo de Brest Mars
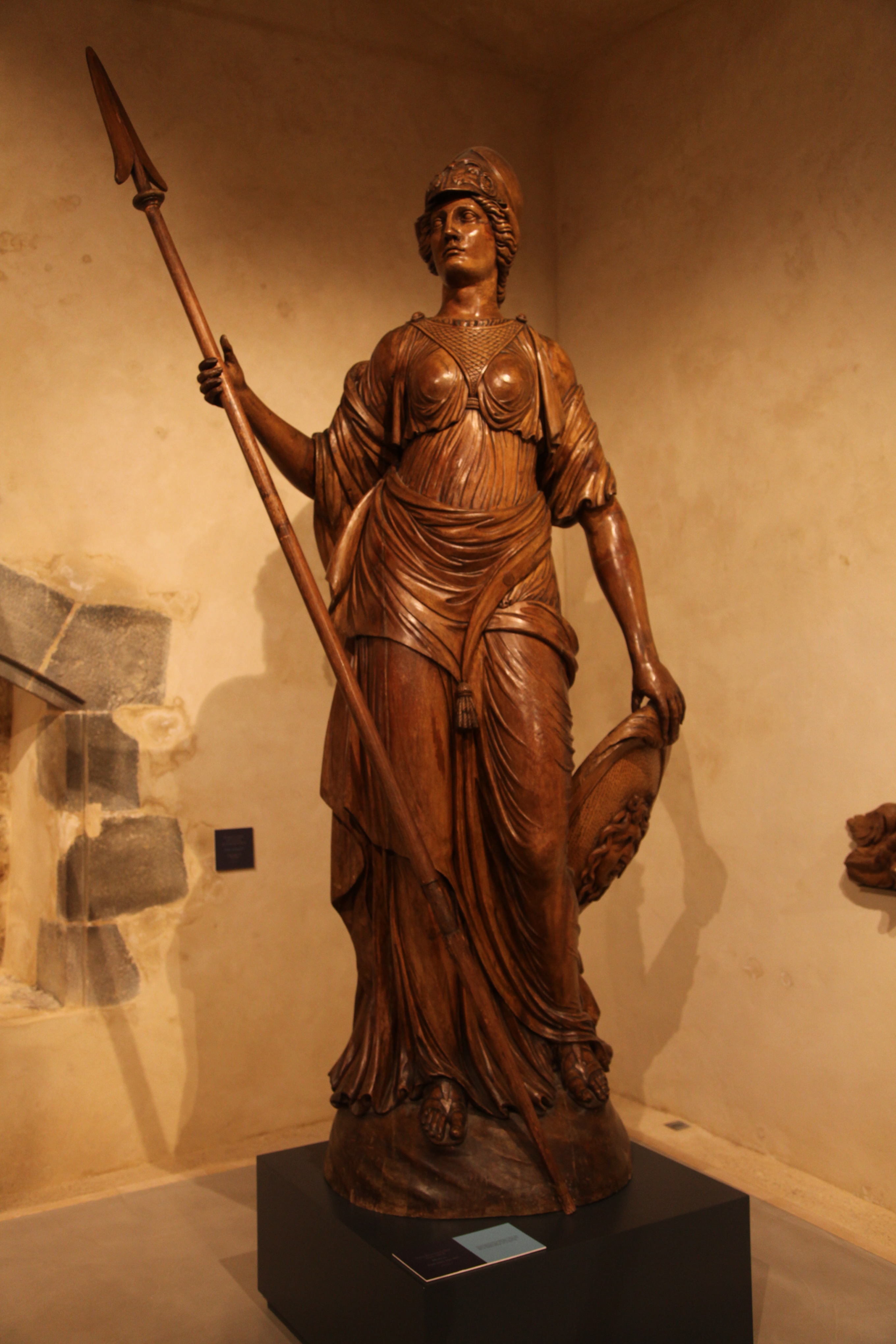
Castillo de Brest Minerve
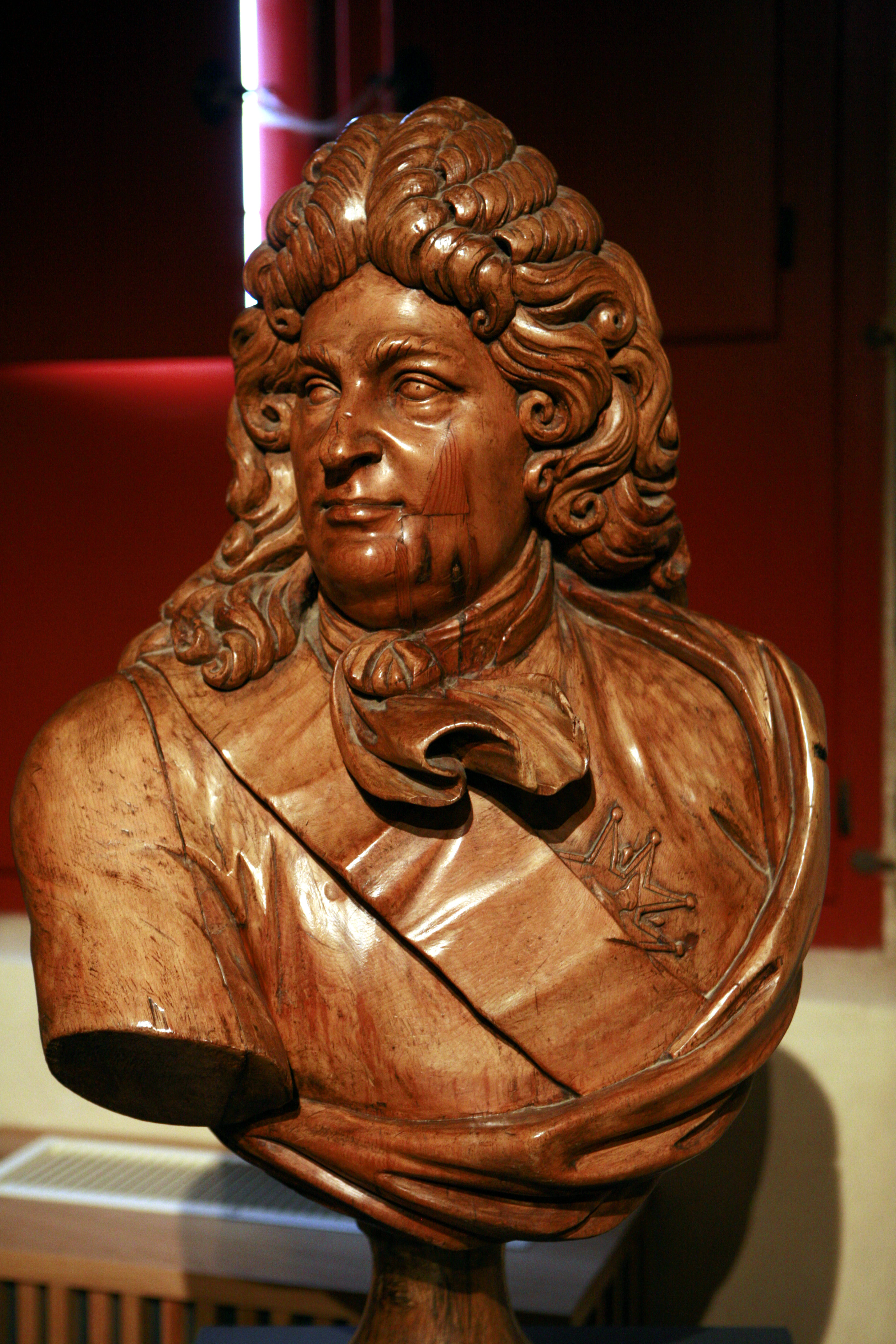
Castillo de Brest Alain-Emmanuel de Coëtlogon (fr)
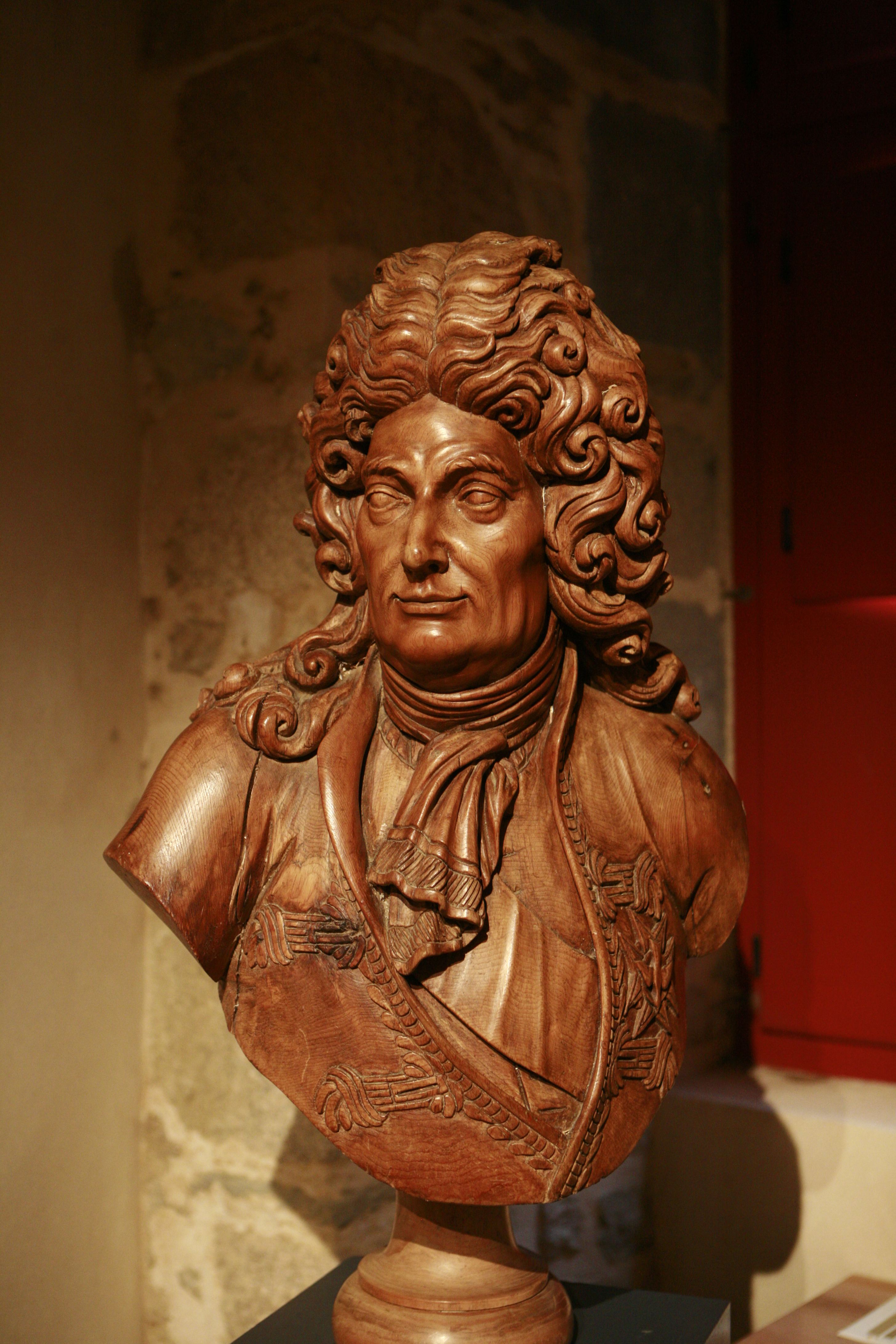
Castillo de Brest Blaise-Joseph Ollivier (fr)
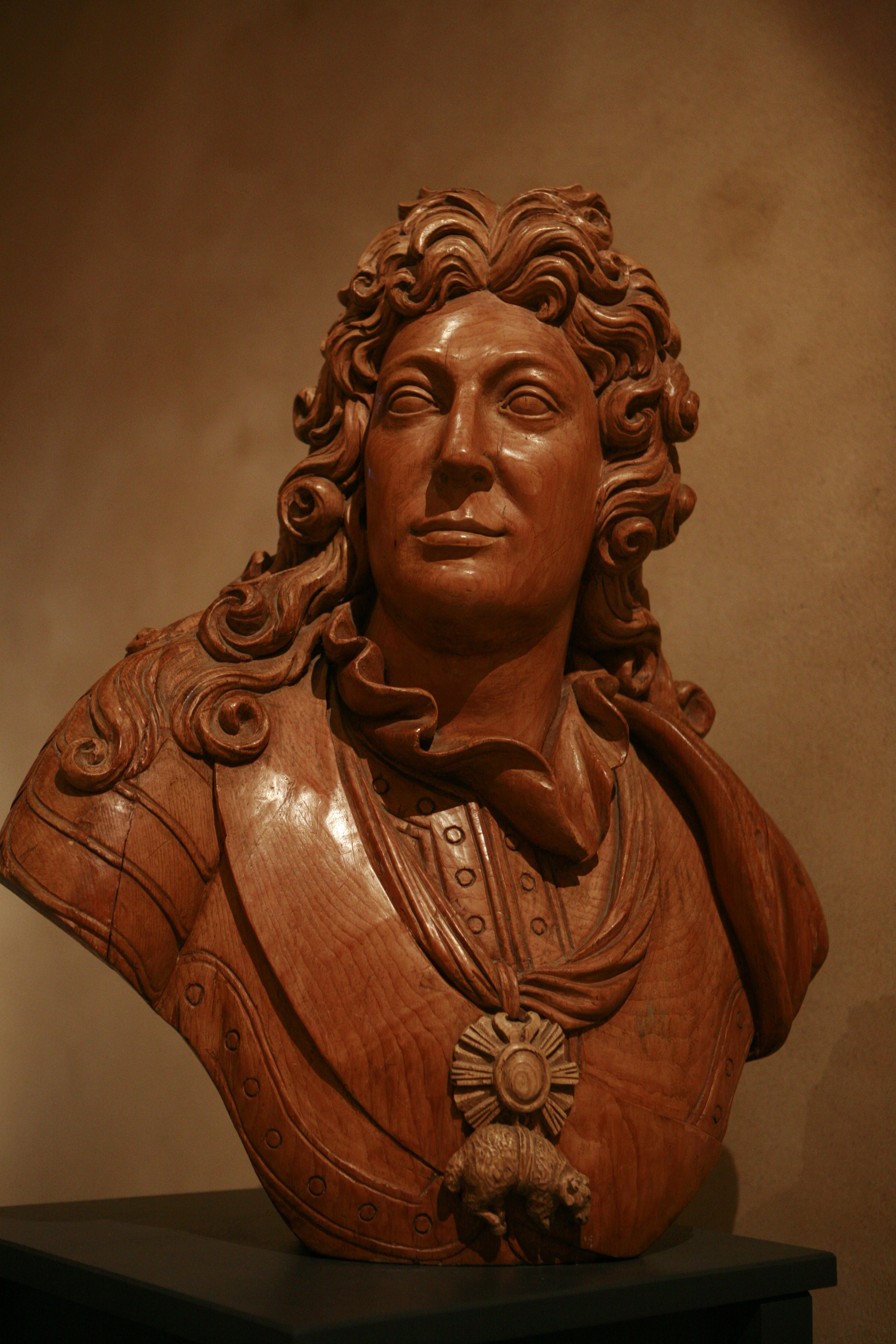
Castillo de Brest Louis-Alexandre de Bourbon (fr)
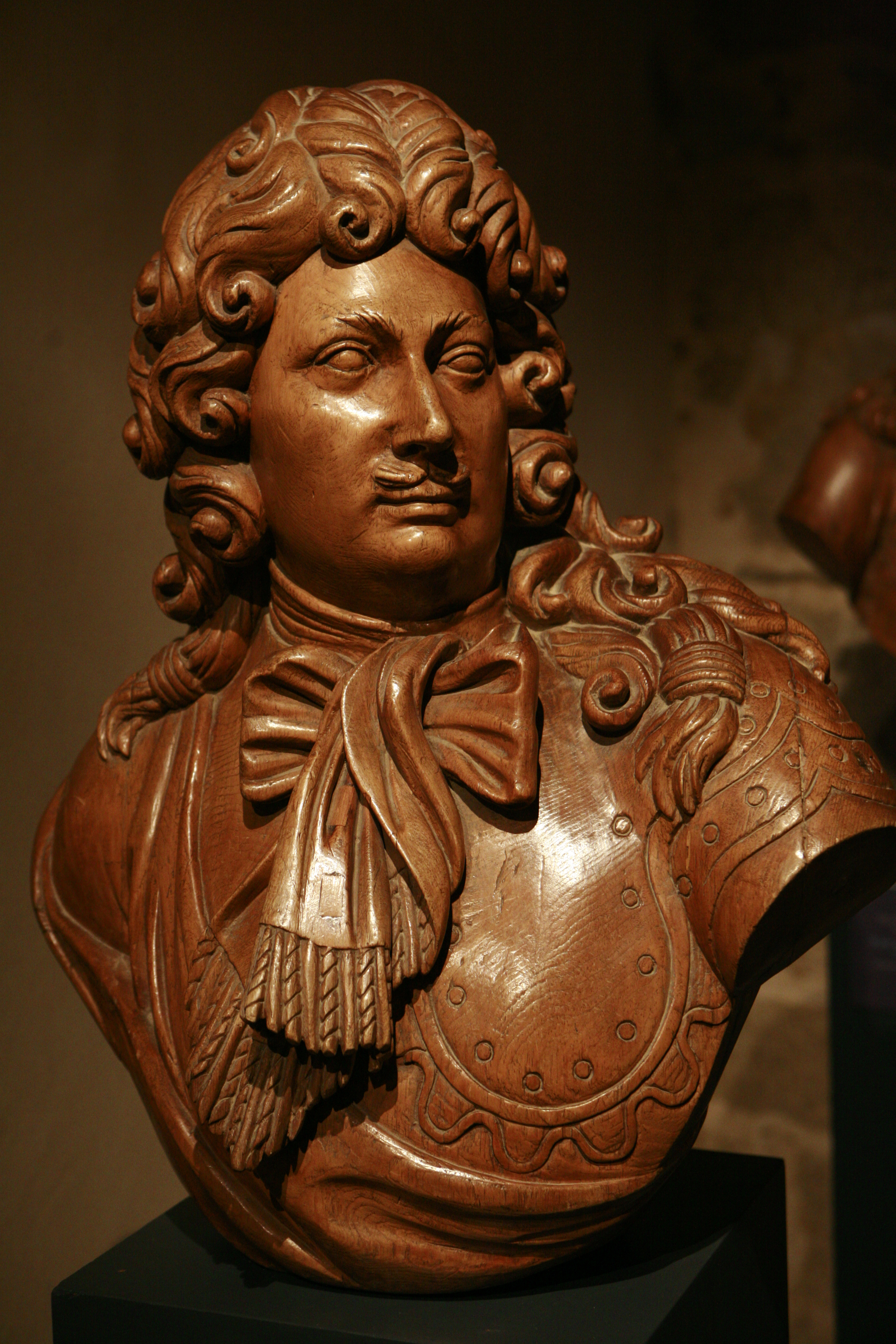
Castillo de Brest Louis Victor de Rochechouart de Mortemart (fr)
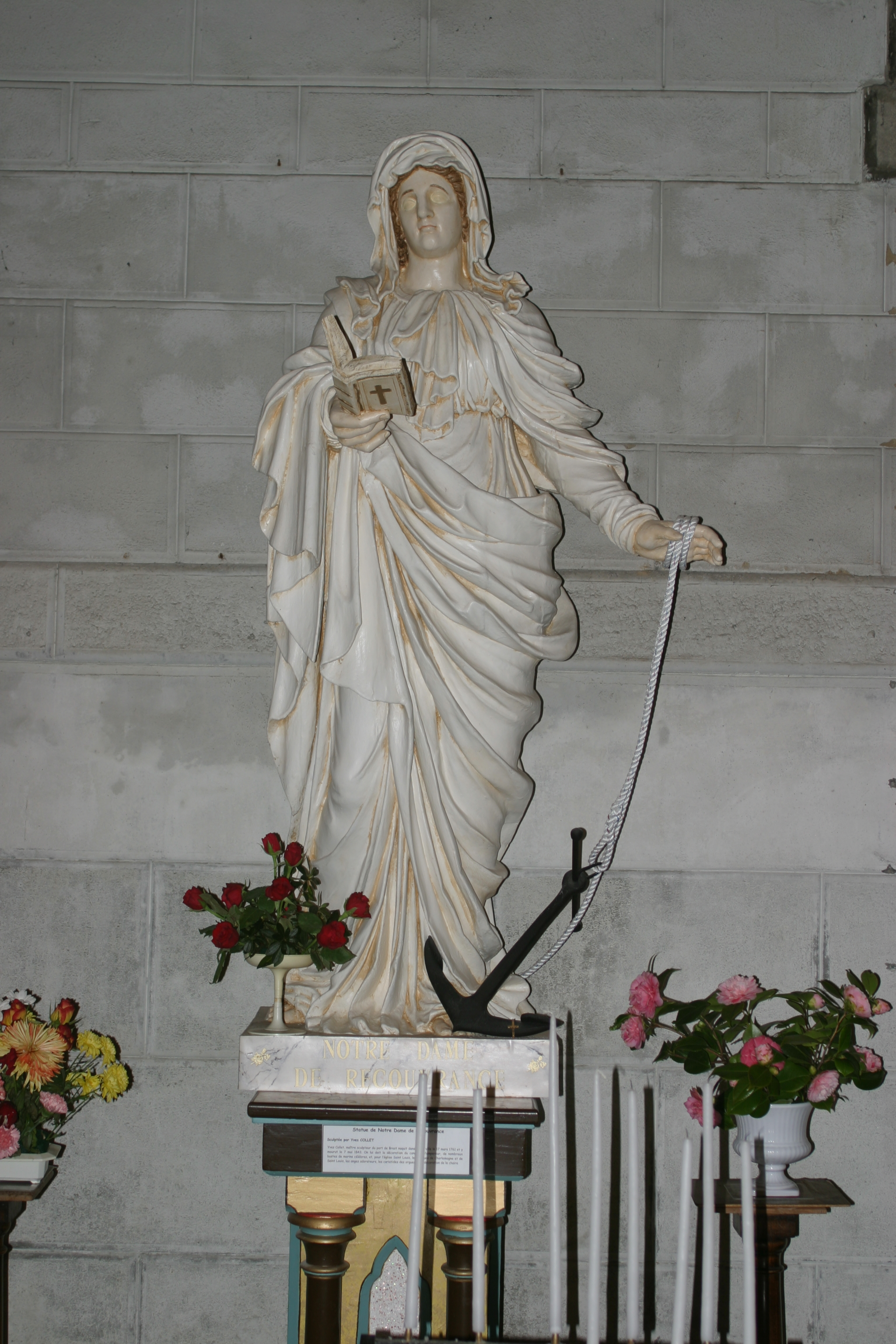
Église Saint-Sauveur 48°22′57.06″N 4°30′04.42″O / 48.3825167, -4.5012278 Notre-Dame de Recouvrance
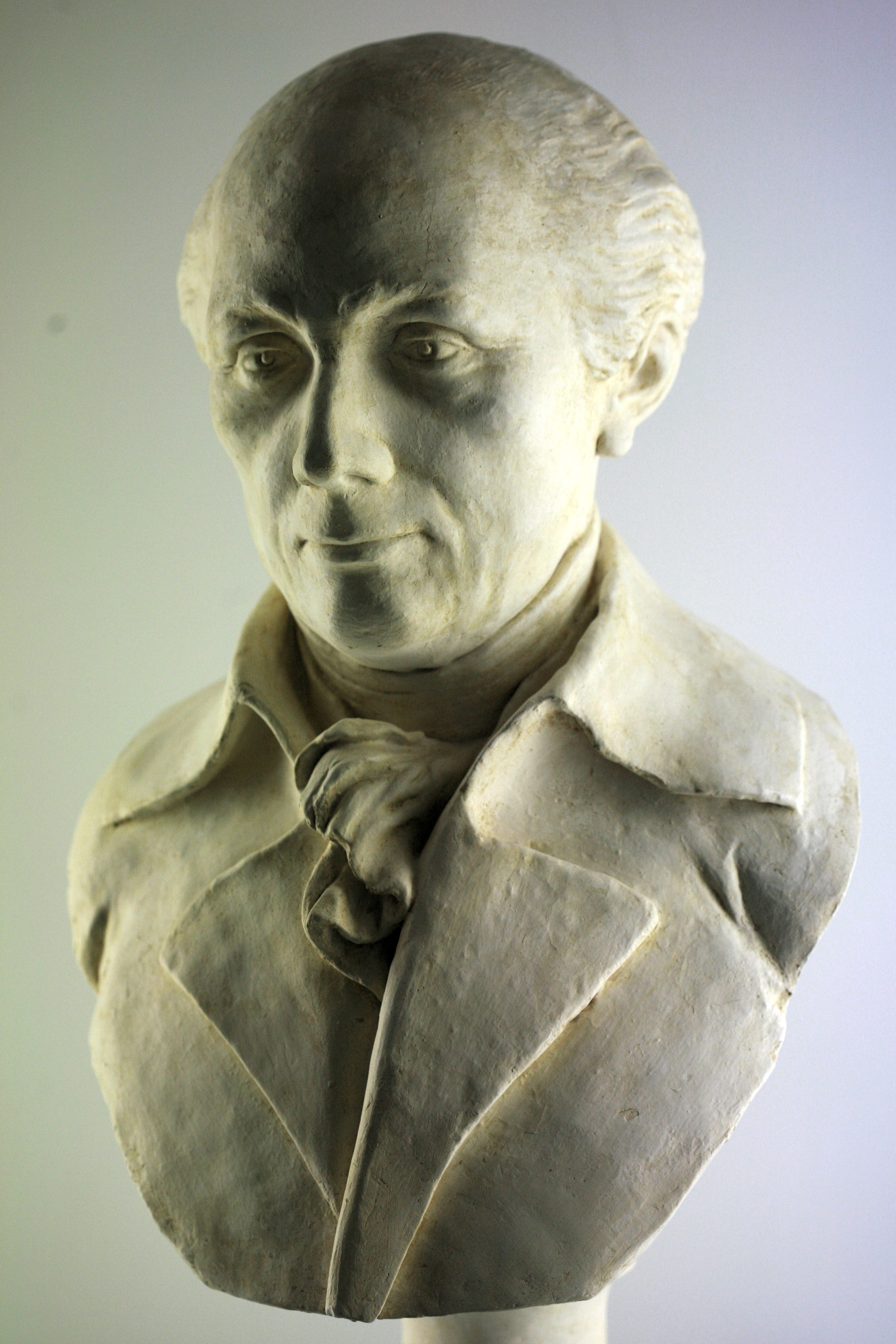
Castillo de Brest Pierre Ozanne(fr)
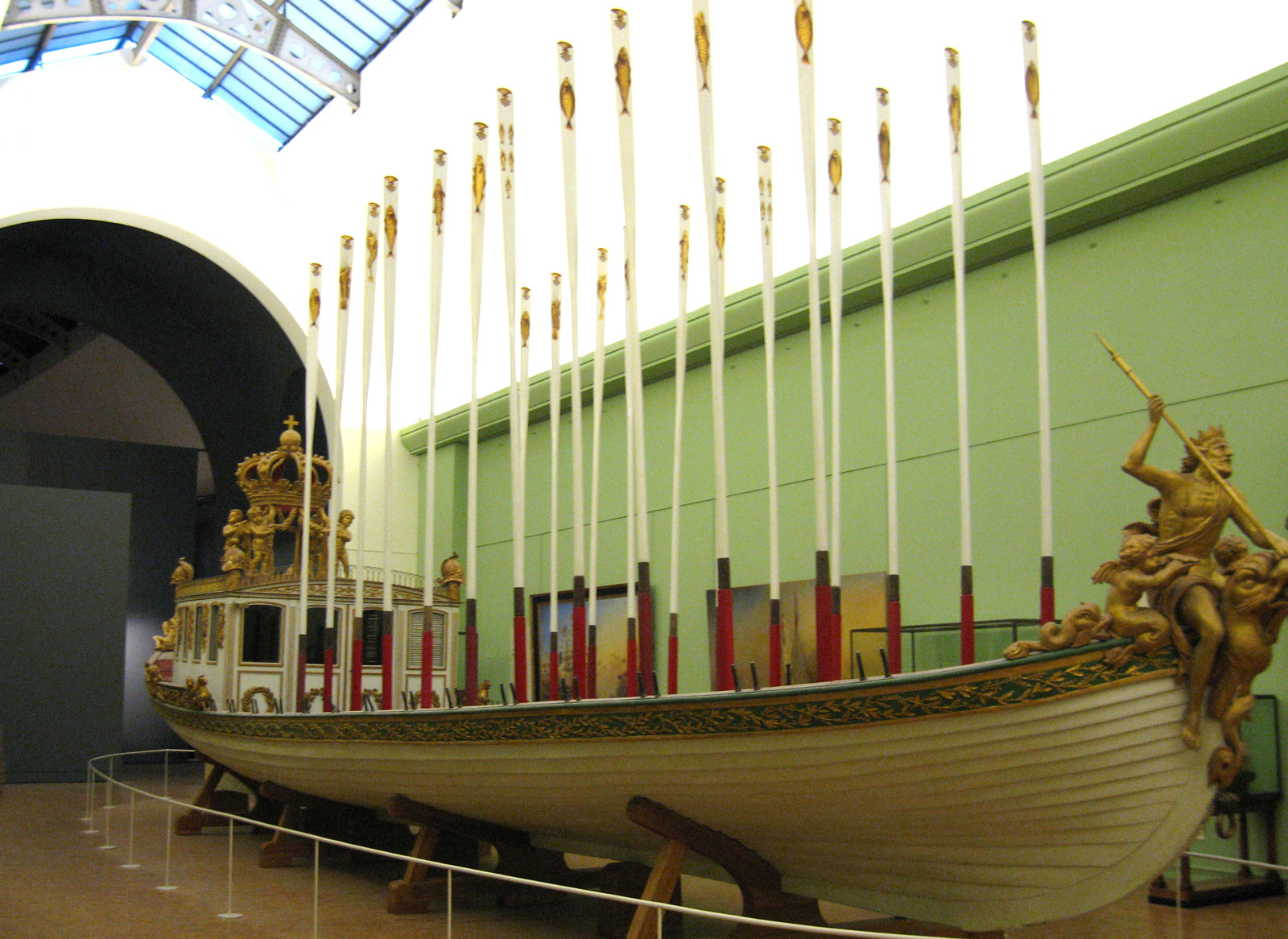
musée de la Marine de París Canoa imperial